# Jacquemart (tañedor de campana)

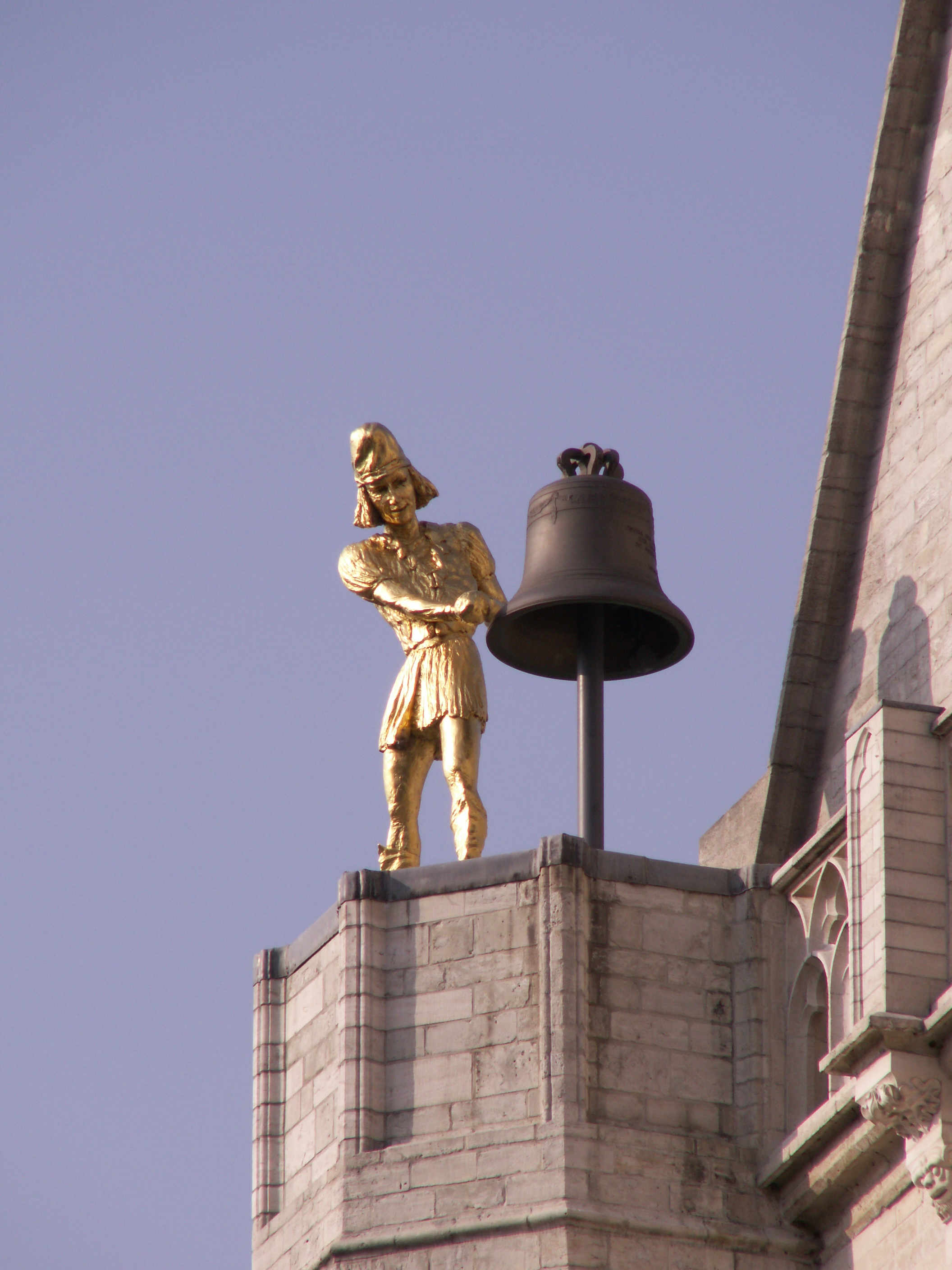
Jacquemart de la iglesia de San Pedro en Lovaina, Bélgica

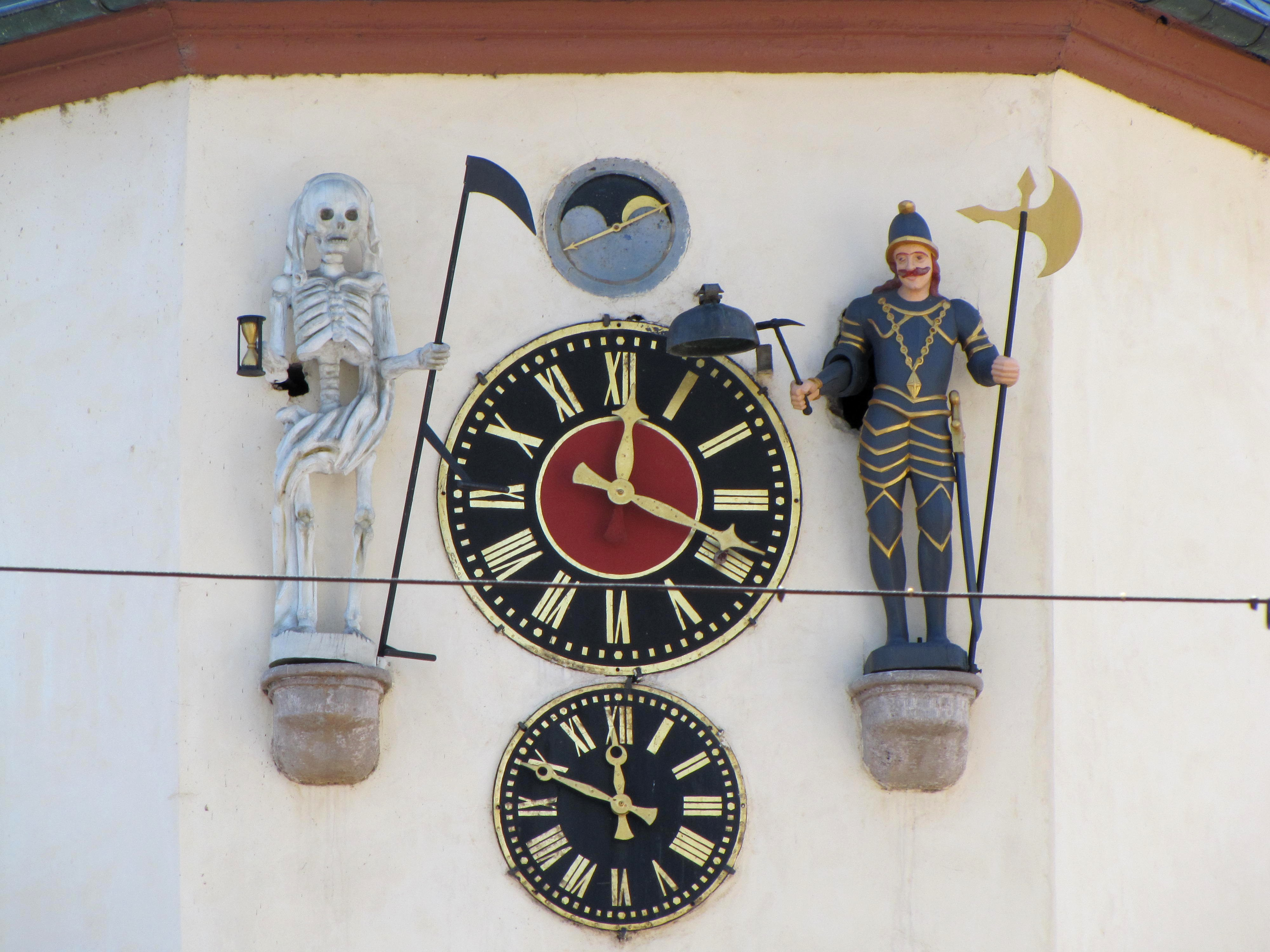
Ayuntamiento de Benfield con un jacquemart, Francia

Un jacquemart (a veces jaquemart y también llamado quarter-jack) es un autómata, una figura animada y mecanizada de una persona, generalmente hecha de madera o metal, el cual marca las horas del día golpeando la campana con un martillo. Los Jacquemarts suelen formar parte de relojes o torres de reloj y, a menudo, están cerca o en la parte superior de la construcción. La figura también se conoce como Jack of the Clock o Jack o'Clock.
Uno de los jacquemarts más antiguos y conocidos se encuentra en la torre sur de la iglesia de nuestra señora de Dijon: fue instalado por Felipe II de Borgoña en 1383. Otros jacquemarts históricos muy conocidos se encuentran en la parte superior de la torre Zytgloggeturm en Berna, Suiza y los moros en la Torre dell'Orlogio de San Marco en Venecia, Italia.
La palabra es originalmente francesa, pero a veces también se usa en inglés. Se discute el origen de la palabra, pero una teoría lo relaciona con una herramienta llamada 'jacke', utilizada por los artesanos que construyen torres de iglesias, los campanarios.

## Figuras notables de jaquemart
- Reloj astronómico de Mesina, Sicilia
- Reloj astronómico Wimborne Minster, Dorset
- Reloj astronómico de la catedral de Norwich, Norfolk
- Las cifras del reloj Ivanhoe de Potts of Leeds de 1878 por John Wormald Appleyard en Thornton's Arcade, Leeds, West Yorkshire, Inglaterra.[2]
- El culí en Lau Pa Sat, Singapur.